# Sławomir Zawada
Sławomir Zawada (Wiecbork, 18 marzo 1965) è un ex sollevatore polacco medagliato olimpico e mondiale che ha gareggiato nelle categorie dei pesi medio-massimi (fino a 90 kg.) e dei pesi massimi primi (fino a 99 kg.).

## Carriera
Zawada esordì in campo internazionale nel 1986 con la medaglia di bronzo nello slancio ai campionati mondiali di Sofia e un anno dopo riuscì a vincere la medaglia di bronzo ai Campionati mondiali di Ostrava nella categoria dei pesi medio-massimi con 395 kg. nel totale.
Nel 1988 prese parte alle Olimpiadi di Seul, dove conquistò un'altra medaglia di bronzo con 400 kg. nel totale, dietro ai sovietici Anatolij Chrapatyj (412,5 kg.) e Nail' Muchamed'jarov, quest'ultimo con lo stesso risultato nel totale di Sławomir Zawada ma terminatogli davanti grazie al suo peso corporeo più leggero di soli 100 grammi rispetto a quello del polacco.
Due anni più tardi, Zawada ottenne la medaglia d'argento ai Campionati europei di Aalborg con 400 kg. nel totale.
Nel 1991 fu nuovamente medaglia d'argento ai Campionati europei di Władysławowo con 387,5 kg. nel totale, alle spalle del bulgaro Ivan Čakărov (390 kg.) e davanti al turco Ali Eroğlu (355 kg.). Lo stesso anno si classificò al 4º posto finale ai Campionati mondiali di Donaueschingen con 385 kg. nel totale.
L'anno successivo Zawada ottenne la sua terza medaglia d'argento ai Campionati europei di Szekszárd con 392,5 kg. nel totale.
Dopo essere passato alla categoria superiore dei pesi massimi primi, nel 1993 vinse la sua quarta ed ultima medaglia d'argento ai Campionati europei di Sofia con 405 kg. nel totale, stesso risultato del 1º classificato, il russo Vjačeslav Rubin e distanziando di 10 kg. il 3º classificato, il bielorusso Aleh Čirica.
Nel corso dello stesso anno 1993 Zawada fu trovato positivo ad un controllo antidoping e squalificato per due anni.